# Filip Marin

Statuia lui Traian Demetrescu în parcul Cișmigiu din București

Filip Marin (n. 1865, București, Principatele Unite Române – d. 1928) a fost un sculptor român, elev al lui Frederic Storck.
A absolvit Academia de Arte Frumoase din Roma.
A funcționat ca profesor la Școala de Arte Frumoase din București.
Este autorul a numeroase opere de valoare, apreciate în epocă: bustul lui Ion Gheorghe Duca, Cugetare, Durerea, Eminescu, Homer, Nud etc.
În 10 mai 1894 s-a deschis o expoziție de sculptură la Palatul Ateneului, la care lui Filip Marin i-a revenit medalia a III-a pentru lucrarea Cugetarea.

## Din presa vremii
„Almanachul ilustrat al ziarului Adevĕrul pe anul 1898” relata următoarele, cu ocazia prezentării inaugurării noului sediu din „Palatul Adevĕrul”: 
În marea deschidere a scărei, la jumătatea ei și la nivelul galeriei e bustul directorului și fundatorului Adevĕrului, d-l Alex. V. Beldiman, săpat în marmură de talentatul sculptor Filip Marin.
În revista Familia nr. 45 din noiembrie 1899 apărea următoarea știre:
Două busturi la București. Zilele acestea talentatul sculptor Filip Marin va începe lucrarea în marmoră a busturilor lui Alexandru Lahovari și Lascăr Catargiu, destinate incintelor Camerei și Senatului. Marmora din care se vor lucra busturile a fost adusă din Carrara.
Sculptorul Filip Marin este cel care, la 16 iunie 1889, a luat masca mortuară de pe chipul neînsuflețit al lui Mihai Eminescu, care fusese dus la Spitalul Brâncovenesc, pentru autopsie. Aceasta se află în prezent în patrimoniul Cabinetului de Stampe al Bibliotecii Academiei. Tot el a realizat și cel dintâi bust din ghips al lui Mihai Eminescu, care a fost amplasat în Sala Ateneului încă din anul morții lui Eminescu – 1889.

## Donator de opere de artă
Pinacoteca București, care are în prezent spațiul de expunere la Palatul Cesianu-Racoviță, dispune de un mare fond de opere de artă, dintre care cea mai importantă donație particulară, din 1932, provine de la sculptorul Filip Marin, cuprinzând 162 de opere, din care 43 de piese de sculptură, 14 lucrări de pictură și 105 desene, toate purtând, semnătura artistului. În colecția Pinacotecii există și portretul sculptorului Filip Marin, realizat de pictorul George Demetrescu Mirea.

## Lucrări monumentale
- Monumentul funerar al eroului Iorgu Cosma, 1877, localitatea Pantelimon, în incinta Mănăstirii Cernica, monument istoric cu cod LMI: IF-IV-m-B-15300.12.
- Fântâna Luigi Cazzavillan, dedicată jurnalistului Luigi Cazzavillan, aflată în mijlocul parcului cu același nume,[13] cu bustul jurnalistului înconjurat de amorași. Fântâna a fost construită în 1905.
- Nimfa adormită, expusă în prezent în Parcul Herăstrău din București (cod LMI B-III-m-A-21039).
- Monumentul poetului Traian Demetrescu, realizat din marmură de Carrara, a fost dezvelit la 11 iunie 1905 în grădina Ateneului, iar în 1939 a fost mutat în parcul Cișmigiu. Soclul înalt are în partea stângă reprezentată o fată într-o rochie simplă, care oferă un buchet de flori poetului. Jos se află o lira peste un mănunchi de lauri, pe care se desfășoară o eșarfă cu titlurile operelor sale.[14] Monumentul este clasat ca monument de importanță: B, cod LMI B-III-m-B-20046.
- Bustul generalului Theodor Șerbănescu (1839-1901), aflat în parcul Cișmigiu din București.
- Bustul Teodor Ionescu, 1921, instalat în cimitirul ortodox din municipiul Călărași. În prezent pe Lista monumentelor istorice dispărute.[15]

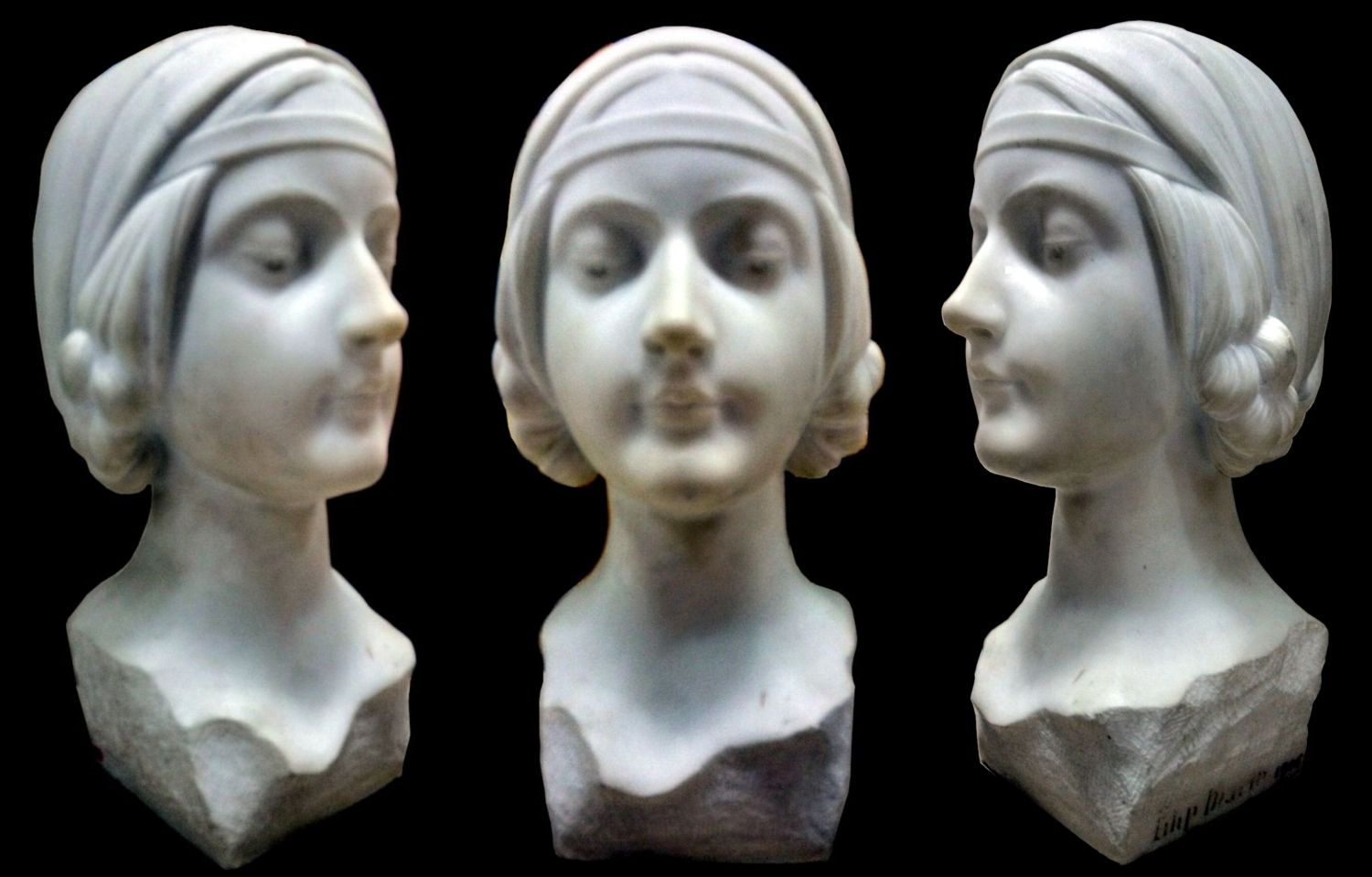
Cap de fată (1908) - la Muzeul Național de Artă al României

## Aprecieri critice
Într-o tabletă dedicată de Tudor Arghezi lui Constantin Brâncuși, publicată în 1914, acesta scrie că:
„Acestor ﬂașnetari și zarzavagii ai artei li se ușurează greutățile pe care talentele nu le pot învinge fără jertfă și sleire. Ei sunt primiți ca niște prieteni, ospătați ca niște profeți și sculându-se din scaunul ocupat prin grația ignoranței de sus, mulți dintr-înșii strâng la piept punga cu aur căpătată cu prețul șalelor încovoiate și-a unei metodice lingușiri.”.

Exemplul tipic l-ar întruchipa „dl. Filip Marin”, care, dincolo de cioc, plete, cravată înnodată și pălărie mare, nu are pic de talent. „Operele” sale de „ipsos și var!” sunt cumpărate cu mii de lei și apreciate de acele „comisiuni de nulități și săraci cu mintea”. Un asemenea specimen tocmai geniul lui Eminescu „el ține să-l interpreteze”, păcălind încă o dată publicul, „parte naiv și parte nerod”, prin asemenea monument „insultător” față de memoria poetului național.

„Ridicarea d-lui Filip Marin față de izgonirea lui Brâncuși” pare să ﬁe în „ordinea lucrurilor normale”, scrie indignat Arghezi, „stupiditatea având toate drepturile de primogenitură omenească”.

## Distincții
În 1921, Direcția generală a Artelor din Ministerul Cultelor și Artelor, a înaintat tabele cu funcționari ai săi, propuși spre decorare cu ocazia încoronării proiectate pentru acel an. La poziția 35 era înscris sculptorul Filip Marin cu propunerea „ofițer al Coroanei”.

Frumoasa adormită de Filip Marin este expusă în prezent în Parcul Herăstrău din Bucureşti
Bustul lui Theodor Șerbănescu în parcul Cișmigiu din București [4]

## Legături externe
Materiale media legate de Filip Marin la Wikimedia Commons